# Stevie Cameron
Pour les articles homonymes, voir Cameron.
Stevie Cameron, née à Belleville en Ontario le 11 octobre 1943 et morte à Toronto le 31 août 2024, est une journaliste d'enquête canadienne.

## Biographie

### Jeunesse et formation
Né à Belleville en Ontario, Stevie Cameron détient un baccalauréat spécialisé en anglais de l'Université de la Colombie-Britannique. Elle travaille pour le ministère des Affaires extérieures à Ottawa dans les années 1960, et suit des études supérieures à l'University College de Londres, en Angleterre pendant trois ans et enseigne la littérature anglaise à l'Université Trent.
Après une année à l'école de cuisine Le Cordon Bleu à Paris en 1975, elle commence à travailler comme écrivain en alimentation en 1977. Elle devient l'éditeur de la section alimentation du Toronto Star.
Un an plus tard, elle est mutée au Ottawa Journal, en tant que rédacteur à la section Styles de vie de l'Ottawa Citizen et rédactrice en chef de la section Voyage. Quatre ans plus tard, elle rejoint une nouvelle unité de journalisme d'investigation au Citizen et devient également un chroniqueur politique national.

### Carrière journalistique
En 1986, Stevie Cameron déménage à Toronto en tant que chroniqueuse et journaliste au Globe and Mail.
Elle publie son premier livre, en 1989, appelé Ottawa Inside Out. En 1990, elle devient un hôte à l'émission d'affaire publique The Fifth Estate à la télévision d'état CBC, et elle retourne au Globe en 1991 en tant que chroniqueuse pigiste.
Son deuxième livre, On the Take: Crime, Corruption and Greed in the Mulroney Years (Sur la prise : la criminalité, la corruption et la cupidité dans les années Mulroney), est publié en 1994. Le livre soulève de nombreuses questions sur l'éthique de l'ancien Parti progressiste-conservateur du Premier ministre Brian Mulroney et son implication supposée dans des commissions secrètes versées par Karlheinz Schreiber à des membres du gouvernement du Canada en échange de l'achat, par la société Air Canada, alors société de la couronne, d'un grand nombre d'appareils Airbus. Ce livre est devenu un best-seller de la non-fiction au Canada en 1994 et en 1995. En 1995, Cameron rejoint le magazine Maclean's en tant que contributeur aux reportages d'enquête.
En 1998, elle publie son troisième livre, Blue Trust, et l'année suivante, elle fonde Elm Street, un magazine national d'intérêt général. Elle continue toutefois à écrire des articles d'enquête pour le magazine Maclean's. Trois ans plus tard, si elle démissionne de la Elm Street, elle continue son travail de chroniqueuse, dans le but de continuer ses recherches pour l'écriture de The Last Amigo, un livre qui sera publié en 2001 sur l'affaire Airbus. Ce livre remporte un Crime Writers of Canada award en tant que meilleur livre concernant de véritable crime pour l'année.
En 2002, elle étudie l'affaire du meurtrier Robert Pickton en Colombie-Britannique. Elle  publie son premier livre sur cette affaire, The Pickton File (le dossier Pickton), en 2007. Cameron a terminé son deuxième livre sur l'affaire Pickton, The Pig Farm (L'élevage de porcs), publié par Knopf. La Cour suprême du Canada est toujours à délibérer sur l'appel dans cette affaire et si leur décision soutient un verdict de culpabilité du jury de première instance rendu en 2007, l'interdiction de publication du livre sera levée et il pourra être alors imprimé.
Cameron a également été collaboratrice à la rédaction de la revue Maclean's, chroniqueur mensuel et contributeur au Toronto Star, au Ottawa Citizen, au Service des Nouvelles Southam, au magazine Saturday Night, au Financial Post, chez Châtelaine et au Canadian Living.
Stevie Cameron donne des conférences aux écoles de journalisme à travers le pays, et en 2008 elle a passé la session d'automne en tant que « Irving Chair in Media » à l'école de journalisme de Université St. Thomas à Fredericton.

## Cameron et l'affaire Airbus
Cameron est devenu la cible d'une campagne menée par les défenseurs de Mulroney afin de discréditer les allégations portées contre lui. En 2004, le Globe and Mail répudie son ancienne journaliste d'investigation en publiant une série d'articles de l'avocat William Kaplan ces articles font valoir que Cameron ait travaillé comme informateur pour la Gendarmerie royale du Canada au cours de son enquête sur l'affaire Airbus. Cameron a vigoureusement démenti ses allégations qui, si elles se seraient confirmées vraies, auraient pu compromettre sa crédibilité en tant que journaliste.
Dans son livre de 2004 A Secret Trial: Brian Mulroney, Stevie Cameron and the Public Trust (Un procès secret: Brian Mulroney, Stevie Cameron et la confiance du public), Kaplan décrit la preuve qui démontre la perception de la GRC envers Cameron comme étant un informateur de la GRC. Mais au printemps de 2005, le surintendant en chef Al Matthews, l'agent de la GRC chargé de l'enquête Airbus, a admis dans son témoignage sous serment devant le juge Edward Then que presque toutes les allégations qu'il a faites au sujet de Cameron dans un mandat de perquisition utilisé par Kaplan pour son information étaient fausses. Matthews a admis que Cameron avait eu très peu de contacts avec la GRC, ce qui contredit les affirmations qu'il avait faites devant la cour, "qu'elle en avait eu plusieurs centaines". Matthews a également admis que Cameron a dit la vérité quand elle affirme que toutes les informations qu'elle avait partagées avec la GRC étaient déjà du domaine public et que l'information qu'elle a partagée n'a pas été d'un grand secours à leur enquête.
Le 14 février 2007, Cameron comparait devant le Comité d'éthique de la Chambre des communes du Canada relatif à leurs examens de l'entente "Mulroney Airbus". Elle confirme que tout ce qu'elle sait sur le sujet est documenté dans ses livres. Cameron fait également une déclaration personnelle du fait, qu'elle n'est pas un informateur de la police et que toute information qu'elle a donnée à la GRC était déjà du domaine public à l'époque. Cameron a été considéré par la Commission Oliphant comme un témoin à l'enquête publique faite par le Premier ministre Stephen Harper, mais finalement, elle n'a pas eu à témoigner.

## Travail humanitaire
Cameron fait partie du conseil d'administration de Second Harvest, à Toronto, ainsi que sur celui de Portland Place, un projet d'aide au logement pour les itinérants et les sans abri. En 1991, elle contribue à la fondation d'une œuvre, le programme, en dehors du froid, pour les sans abri, à son église, St. Andrew's, au centre-ville de Toronto, elle a également travaillé avec de nombreuses églises à travers le Canada pour mettre en place des programmes similaires. En 2004, elle a reçu un doctorat honorifique en théologie de l'École de théologie de Vancouver, en partie pour son travail avec les sans abri.

## Honneurs
- Doctorat honorifique en théologie et le Président convocation, Vancouver School of Theology à l'UBC, pour son journalisme et son travail avec les sans-abri, de Vancouver, le 3 mai 2004.
- Irving Chair in Media, l'Université St. Thomas, septembre-novembre, 2008[14].
- Honourary Diploma & Commencement speaker, Loyalist College of Applied Arts et de la technologie, Belleville, juin 2003, pour le journalisme et le travail communautaire.
- Ville de Toronto Community Service Award 2002, pour le travail avec les sans-abri.
- Prix Arthur Ellis (Crime Writers of Canada ) pour On the Farm, Meilleur livre True Crime de l'année, 2011
- Prix Arthur Ellis (Crime Writers of Canada ) pour The Last Amigo, Meilleur livre True Crime de l'année, 2002 (avec Harvey Cashore) [15].
- Business Book of the Year Award Merit pour Blue Trust [16].
- Windsor Club de la presse: Golden Quill Award pour le journalisme, 1998.
- Le Prix Marketers périodique pour le Livre de l'année et Auteur de l'année, pour On the take.
- Le Prix Centre for Investigative Journalism, 1988.